# DFB-Pokal 2013/14 (Frauen)
Der DFB-Pokal der Frauen wurde in der Saison 2013/14 zum 34. Mal ausgespielt. Titelverteidiger war der VfL Wolfsburg. Das Endspiel fand am 17. Mai 2014 im Kölner Rheinenergiestadion statt. Pokalsieger wurde der 1. FFC Frankfurt, der sich im Finale mit 3:0 gegen die SGS Essen durchsetzte und somit zum neunten Mal den DFB-Pokal gewann.

## Teilnehmende Mannschaften
Automatisch qualifiziert sind die Mannschaften der 1. und 2. Bundesliga der abgelaufenen Spielzeit. Dazu kommen die Aufsteiger in die 2. Bundesliga und die Sieger der 21 Landespokalwettbewerbe. Zweite Mannschaften sind grundsätzlich nicht teilnahmeberechtigt. Gewinnt eine zweite Mannschaft oder ein Aufsteiger in die 2. Bundesliga den Landespokal, so rückt der jeweils unterlegene Finalist in den DFB-Pokal nach, wenn die 1. Mannschaft für den DFB-Pokal qualifiziert ist.
| Bundesliga die 12 Vereine der Saison 2012/13 | 2. Bundesliga 19 der 24 Vereine der Saison 2012/13 1 | Regionalliga 4 der 5 Zweitliga-Aufsteiger der Regionalliga-Saison 2012/13 2 |
| SC 07 Bad Neuenahr FCR 2001 Duisburg SGS Essen 1. FFC Frankfurt SC Freiburg FSV Gütersloh 2009 FF USV Jena Bayer 04 Leverkusen FC Bayern München 1. FFC Turbine Potsdam VfL Sindelfingen VfL Wolfsburg (TV)                     | SV Bardenbach Werder Bremen BV Cloppenburg TSV Crailsheim Herforder SV TSG 1899 Hoffenheim Blau-Weiß Hohen Neuendorf Holstein Kiel 1. FC Köln FFV Leipzig 1. FC Lübars Magdeburger FFC SV Meppen 1. FFC 08 Niederkirchen FFC Oldesloe 2000 1. FFC Recklinghausen 1. FC Saarbrücken SC Sand ETSV Würzburg | FC Viktoria 1889 Berlin 3 VfL Bochum SV 67 Weinberg TuS Wörrstadt |
| Verbandspokale die Landespokalsieger der 21 Landesverbände des DFB | | |
| - Baden Karlsruher SC (III) - Bayern FFC Wacker München (III) 4 - Berlin BSC Marzahn (III) 5 - Brandenburg Potsdamer Kickers (V) - Bremen ATS Buntentor (IV) - Hamburg FC Bergedorf 85 (III) - Hessen Eintracht Frankfurt (III) | - Mecklenburg-Vorpommern 1. FC Neubrandenburg 04 (III) - Mittelrhein SC Fortuna Köln (IV) - Niederrhein GSV Moers (III) - Niedersachsen TSG Burg Gretesch (III) 6 - Rheinland TuS Issel (III) 7 - Saarland FSV Viktoria Jägersburg (III) - Sachsen 1. FFC Fortuna Dresden (III)                          | - Sachsen-Anhalt Hallescher FC (III) - Schleswig-Holstein SV Henstedt-Ulzburg (IV) - Südbaden Hegauer FV (III) - Südwest TSV Schott Mainz (IV) - Thüringen 1. FFV Erfurt (III) - Westfalen Sportfreunde Siegen (III) 8 - Württemberg TV Derendingen (IV) |
| Ligaebene in Klammern: III = Regionalliga • IV = 4. Liga • V = 5. Liga • VI = 6. Liga | | |

## Termine
Die Spielrunden werden an den folgenden Terminen ausgetragen:
- 1. Runde: 31. August und 1. September 2013
- 2. Runde: 28. und 29. September 2013
- Achtelfinale: 16. und 17. November 2013
- Viertelfinale: 14. und 15. Dezember 2013
- Halbfinale: 12. und 13. April 2014
- Finale: 17. Mai 2014 in Köln

## 1. Runde
Die Spiele der ersten Runde wurden am 12. Juli 2013 von der ehemaligen Bundestrainerin Tina Theune ausgelost. Gespielt wurde am 31. August und 1. September 2013.
|                               | Ergebnis                         |                                |
| ----------------------------- | -------------------------------- | ------------------------------ |
| Holstein Kiel (II)            | 2:4 (0:3)                        | Herforder SV (II)              |
| FFC Oldesloe 2000 (II)        | 0:10 (0:6)                       | SV Meppen (II)                 |
| Hallescher FC (III)           | 0:4 (0:2)                        | FSV Gütersloh 2009 (II)        |
| FC Bergedorf 85 (III)         | 0:1 n. V.                        | Blau-Weiß Hohen Neuendorf (II) |
| SV Henstedt-Ulzburg (IV)      | 2:3 n. V. (2:2, 1:2)             | 1. FC Lübars (II)              |
| 1. FFV Erfurt (III)           | 2:3 (0:2)                        | Magdeburger FFC (II)           |
| 1. FC Neubrandenburg 04 (III) | 0:11 (0:6)                       | FF USV Jena (I)                |
| Potsdamer Kickers (V)         | 2:5 (1:3)                        | FC Viktoria 1889 Berlin (II)   |
| 1. FFC Recklinghausen (II)    | 1:14 (0:5)                       | Werder Bremen (II)             |
| ATS Buntentor (IV)            | 1:5 (0:1)                        | FFV Leipzig (II)               |
| 1. FFC Fortuna Dresden (III)  | 0:4 (0:3)                        | BV Cloppenburg (I)             |
| BSC Marzahn (III)             | 0:3 (0:1)                        | TSG Burg Gretesch (III)        |
| SV Bardenbach (II)            | 0:13 (0:5)                       | TSG 1899 Hoffenheim (I)        |
| Karlsruher SC (III)           | 3:6 (0:2)                        | VfL Bochum (II)                |
| GSV Moers (III)               | 1:0 (1:0)                        | TuS Wörrstadt (II)             |
| FFC Wacker München (III)      | 1:4 (0:2)                        | SC 07 Bad Neuenahr (II)        |
| Hegauer FV (III)              | 1:3 (0:1)                        | SV 67 Weinberg (II)            |
| Eintracht Frankfurt (III)     | 0:4 (0:1)                        | 1. FFC 08 Niederkirchen (II)   |
| FSV Viktoria Jägersburg (III) | 2:2 n. V. (2:2, 2:1) (5:6 i. E.) | ETSV Würzburg (II)             |
| Sportfreunde Siegen           | 0:9 (0:5)                        | SC Sand (II)                   |
| Fortuna Köln (IV)             | 0:1 n. V.                        | VfL Sindelfingen (I)           |
| TV Derendingen (IV)           | 0:4 (0:1)                        | 1. FC Köln (II)                |
| TuS Issel (III)               | 0:4 (0:1)                        | 1. FC Saarbrücken (II)         |
| TSV Schott Mainz (IV)         | 2:4 (1:2)                        | TSV Crailsheim (II)            |

## 2. Runde
Ein Freilos in Runde 1 hatten VfL Wolfsburg, 1. FFC Turbine Potsdam, FFC Frankfurt, FC Bayern München, SC Freiburg, SGS Essen, Bayer 04 Leverkusen und FCR 2001 Duisburg. Ausgelost wurden die Partien am 8. September 2012 von der Europameisterin von 1997 Inken Beeken. Die Partien fanden am 28. und 29. September 2013 statt.
|                              | Ergebnis              |                              |
| ---------------------------- | --------------------- | ---------------------------- |
| TSG Burg Gretesch (III)      | 1:9 (0:6)             | VfL Wolfsburg (I)            |
| SGS Essen (I)                | 3:2 (0:0)             | 1. FFC Turbine Potsdam (I)   |
| BV Cloppenburg (I)           | 6:0 (2:0)             | Magdeburger FFC (II)         |
| FSV Gütersloh 2009 (II)      | 1:4 (0:2)             | FF USV Jena (I)              |
| 1. FC Lübars (II)            | 1:2 (0:1)             | Werder Bremen (II)           |
| FC Viktoria 1889 Berlin (II) | 0:2 (0:0)             | SV Meppen (II)               |
| Herforder SV (II)            | 0:0 n. V. (4:5 i. E.) | FFV Leipzig (II)             |
| FCR 2001 Duisburg (I)        | 6:0 (3:0)             | BW Hohen Neuendorf (II)      |
| GSV Moers (III)              | 0:9 (0:3)             | Bayer 04 Leverkusen (I)      |
| SC 07 Bad Neuenahr (II)      | 0:5 (0:2)             | 1. FFC Frankfurt (I)         |
| SC Freiburg (I)              | 3:1 (2:1)             | VfL Sindelfingen (I)         |
| 1. FC Saarbrücken (II)       | 3:0 (2:0)             | 1. FFC 08 Niederkirchen (II) |
| ETSV Würzburg (II)           | 0:4 (0:0)             | SC Sand (II)                 |
| VfL Bochum (II)              | 3:1 n. V. (1:1, 0:1)  | SV 67 Weinberg (II)          |
| 1. FC Köln (II)              | 2:0 (1:0)             | TSG 1899 Hoffenheim (I)      |
| TSV Crailsheim (II)          | 0:7 (0:4)             | FC Bayern München (I)        |

## Achtelfinale
Die Partien wurden am 5. Oktober 2013 von der ehemaligen deutschen Fußballnationalspielerin Renate Lingor ausgelost, gespielt wurde am 16. und 17. November 2013.
|                         | Ergebnis  |                        |
| ----------------------- | --------- | ---------------------- |
| Bayer 04 Leverkusen (I) | 1:2 (1:0) | BV Cloppenburg (I)     |
| SC Sand (II)            | 6:0 (3:0) | FCR 2001 Duisburg (I)  |
| SGS Essen (I)           | 7:0 (4:0) | 1. FC Saarbrücken (II) |
| SV Meppen (II)          | 1:2 (0:0) | FF USV Jena (I)        |
| 1. FFC Frankfurt (I)    | 1:0 (0:0) | VfL Wolfsburg (I)      |
| 1. FC Köln (II)         | 2:0 (0:0) | FC Bayern München (I)  |
| SC Freiburg (I)         | 7:0 (4:0) | FFV Leipzig (II)       |
| Werder Bremen (II)      | 3:1 (1:0) | VfL Bochum (II)        |

## Viertelfinale
Die Partien wurden am 19. November 2013 von dem ehemaligen Bundesligaprofi Atli Eðvaldsson ausgelost. Gespielt wurde am 14. Dezember und 15. Dezember 2013.
|                    | Ergebnis  |                      |
| ------------------ | --------- | -------------------- |
| Werder Bremen (II) | 0:8 (0:3) | 1. FFC Frankfurt (I) |
| SC Freiburg (I)    | 1:0 (0:0) | BV Cloppenburg (I)   |
| SGS Essen (I)      | 5:2 (3:1) | 1. FC Köln (II)      |
| FF USV Jena (I)    | 0:2 (0:1) | SC Sand (II)         |

## Halbfinale
Die Partien wurden am 12. Februar 2014 im Rahmen der ARD-Sportschau von Hansi Flick ausgelost. Gespielt wird am 12. und 13. April 2014.
|                      | Ergebnis  |                 |
| -------------------- | --------- | --------------- |
| SGS Essen (I)        | 1:0 n. V. | SC Freiburg (I) |
| 1. FFC Frankfurt (I) | 2:0 (1:0) | SC Sand (Il)    |

## Finale
Das Pokalfinale wurde im ersten Programm der ARD übertragen, wo 1,63 Millionen Zuschauern einschalteten. Dies entsprach einem Marktanteil von 14,6 %.
| SGS Essen                                  | SGS Essen | 1. FFC Frankfurt | 1. FFC Frankfurt |
| ------------------------------------------ | --- | --- | ---------------- |
| SGS Essen                                  | \| 17. Mai 2014 in Köln (RheinEnergieStadion) \| \| Ergebnis: 0:3 (0:3) \| \| Zuschauer: 16.621 \| \| Schiedsrichterin: Marina Wozniak (Herne) \| | \| 17. Mai 2014 in Köln (RheinEnergieStadion) \| \| Ergebnis: 0:3 (0:3) \| \| Zuschauer: 16.621 \| \| Schiedsrichterin: Marina Wozniak (Herne) \| | 1. FFC Frankfurt |
| SGS Essen                                  | Lisa Weiß – Jacqueline Klasen, Dominique Janssen (46. Isabelle Wolf), Vanessa Martini, Sabrina Dörpinghaus (65. Madeline Gier) – Ina Mester, Sara Doorsoun-Khajeh – Sarah Freutel (77. Lea Schüller), Linda Dallmann, Irini Ioannidou – Charline Hartmann Cheftrainer: Markus Högner | Desirée Schumann – Bianca Schmidt, Peggy Nietgen, Saskia Bartusiak, Simone Laudehr – Kerstin Garefrekes, Melanie Behringer, Dzsenifer Marozsán (88. Alina Garciamendez), Ana Maria Crnogorčević – Kozue Andō (90. Asuna Tanaka), Fatmire Alushi (81. Meike Weber) Cheftrainer: Colin Bell ( England) | 1. FFC Frankfurt |
| SGS Essen                                  | 0:1 Andō (3.) 0:2 Kuznik (28.) 0:3 Laudehr (36.) | | 1. FFC Frankfurt |
| SGS Essen                                  | Peggy Kuznik | | 1. FFC Frankfurt |
| 17. Mai 2014 in Köln (RheinEnergieStadion) | | |                  |
| Ergebnis: 0:3 (0:3)                        | | |                  |
| Zuschauer: 16.621                          | | |                  |
| Schiedsrichterin: Marina Wozniak (Herne)   | | |                  |

## Beste Torschützinnen
Nachfolgend sind die besten Torschützen des DFB-Pokals 2013/14 aufgeführt. Die Sortierung erfolgt nach Anzahl ihrer Treffer bzw. bei gleicher Toranzahl alphabetisch.
| Rang | Spielerin          | Verein              | Tore |
| ---- | ------------------ | ------------------- | ---- |
| 1    | Isabelle Meyer     | SC Sand             | 7    |
| 2    | Kerstin Garefrekes | 1. FFC Frankfurt    | 6    |
|      | Stephanie Goddard  | Werder Bremen       | 6    |
| 4    | Theresa Panfil     | Bayer 04 Leverkusen | 5    |
| 5    | Amber Hearn        | FF USV Jena         | 4    |
|      | Iva Landeka        | FF USV Jena         | 4    |
|      | Ilaria Mauro       | SC Sand             | 4    |
|      | Christine Veth     | SC Sand             | 4    |
|      | Maren Wallenhorst  | Werder Bremen       | 4    |
|      | Agnieszka Winczo   | BV Cloppenburg      | 4    |